# Callogobius nigromarginatus
Callogobius nigromarginatus is een straalvinnige vissensoort uit de familie van grondels (Gobiidae). De wetenschappelijke naam van de soort is voor het eerst geldig gepubliceerd in 2000 door Chen & Shao.